# Kiểm tra Lucas–Lehmer
Bài này nói về kiểm tra Lucas–Lehmer tính nguyên tố cho trường hợp tổng quát. Còn có Kiểm tra Lucas-Lehmer cho số Mersenne. 
Trong số học cho máy tính (hay số học thuật toán), kiểm tra Lucas–Lehmer là phép kiểm tra tính nguyên tố đối với số tự nhiên n; nó đòi hỏi rằng có một thừa số nguyên tố của n − 1 là đã biết.
Nếu tồn tại số a nhỏ hơn n và lớn hơn 1 là số thoả mãn 
{\displaystyle a^{n-1}\ \equiv \ 1{\pmod {n}}}
và 
{\displaystyle a^{({n-1})/q}\ \not \equiv \ 1{\pmod {n}}}
với mọi ước nguyên tố qcủa n − 1, thì n là số nguyên tố. Nếu không tìm thấy số a như vậy thì n là hợp số.
Chẳng hạn, với n = 71, n − 1 = 70 = (2)*(5)*(7).
Lấy a = 11 trước hết:
{\displaystyle 11^{70}\ \equiv \ 1{\pmod {71}}}
Điều này cho thấy bậc của 11 mod 71 là 70 vì ước của 70 chỉ có thể như trên. Nhưng kiểm tra với các ước của 70 ta có:
{\displaystyle 11^{35}\ \equiv \ 70\ \not \equiv \ 1{\pmod {71}}}
{\displaystyle 11^{14}\ \equiv \ 54\ \not \equiv \ 1{\pmod {71}}}
{\displaystyle 11^{10}\ \equiv \ 32\ \not \equiv \ 1{\pmod {71}}}
Do đó bậc của 11 mod 71 là 70, và như vậy 71 là số nguyên tố.